# Лесновский сельский совет
Лесно́вский се́льский сове́т (укр. Ліснівська сільська рада, крымскотат. Lesnovka köy şurası) — согласно законодательству Украины — административно-территориальная единица в Сакском районе Автономной Республики Крым.
Население сельсовета по переписи 2001 года — 5282 человека; площадь — 134 км².
К 2014 году состоял из 5 сёл:
- Лесновка
- Владимировка
- Гаршино
- Куликовка
- Прибрежное

## История
В сборнике «Города и села Украины. Автономная Республика Крым. Город Севастополь. Историко-краеведческие очерки» приводится, что сельсовет был образован в 1930 году, но в официальных справочниках эта информация не подтверждается. Судя по доступным данным, это произошло в 1950-х годах, поскольку на 15 июня 1960 года совет, как Новосёловский, Сакского района, уже существовал и на эту дату
в его составе числились сёла:

| - Владимировка - Гаршино - Митяево | - Новосёловка - Прибрежное - Шелковичное |

В начале 1960-х годов Новосёловку переименовали в Лесновку. Указом Президиума Верховного Совета УССР «Об укрупнении сельских районов Крымской области», от 30 декабря 1962 года совет присоединили к Евпаторийскому району. 1 января 1965 года, указом Президиума ВС УССР «О внесении изменений в административное районирование УССР — по Крымской области», Евпаторийский район был упразднён и сельсовет включили в состав Сакского (по другим данным — 11 февраля 1963 года). К 1 января 1965 года был создан Митяевский сельсовет, куда отошли Митяево и Шелковичное, к 1 января 1968 года Лесновскому сельсовету переподчинили Куликовку.
С 12 февраля 1991 года сельсовет в восстановленной Крымской АССР, 26 февраля 1992 года переименованной в Автономную Республику Крым. С 21 марта 2014 года в составе Крыма аннексирован Россией. Законом «Об установлении границ муниципальных образований и статусе муниципальных образований в Республике Крым» от 4 июня 2014 года территория административной единицы была объявлена муниципальным образованием со статусом сельского поселения.